# 옵티시스
옵티시스(Opticis Co., Ltd.)는 대한민국의 디지털 광링크 기업이다. 본사는 경기도 성남시 수정구 산성대로 305 삼부르네상스파크Ⅱ 3층에 위치해 있으며 대표이사는 신현국이다.소자 및 관련 응용분야 산업에서 고속 비디오, 오디오 신호 전송 및 제어를 위한 광링크, 분배기, 스위치, 매트릭스 등의 솔루션을 제공한다

## 상장
2011년 7월 12일에 공모가 7,600원에 상장하였다. 

## 참고 문헌
1. ↑  최은경, 옵티시스, 삼성전자 양자 기술 개발자 출신·세계최초 광링크 개발 이력 부각 ‘강세’, 이데일리, 2023년 8월 8일
2. ↑  김재호, 옵티시스, 디지털 광링크 개발사, 아이투자, 2023-03-23
3. ↑  옵티시스, 광링크 개발 핵심기술 모두 갖춘 세계 유일 기업, 뉴스퀘스트, 2022.11.14
4. ↑  한국IR협의회 기업리서치센터 기술분석보고서-옵티시스, 2023.11.30